# Jakob Adlung
Jakob Adlung (magyarosan:Jakab Adlung) (Bindersleben, 1699. július 14. – Erfurt, 1762. július  5.) német zenetudós és  orgonaművész; Johann Gottfried Walther mestere.

## Életpályája
Az egyik erfurti templom orgonistája volt. Írásai értékes adalékokat tartalmaznak mind Johann Sebastian Bach életével, mind a kor orgonaépítési elveivel kapcsolatban.

## Művei
- Anleitung zu der musikalischen Gelahrtheit. Erfurt, 1758, Leipzig, 1783 (Ndr. Kassel, 1953)
- Musikalisches Siebengestirn, das ist, sieben zur edlen Tonkunst gehörige Fragen, Berlin, 1768
- Musica Mechanica Organoedi. 2 rész, Berlin, 1768 (Új kiadás: Kassel, 1931)